# Wanzl

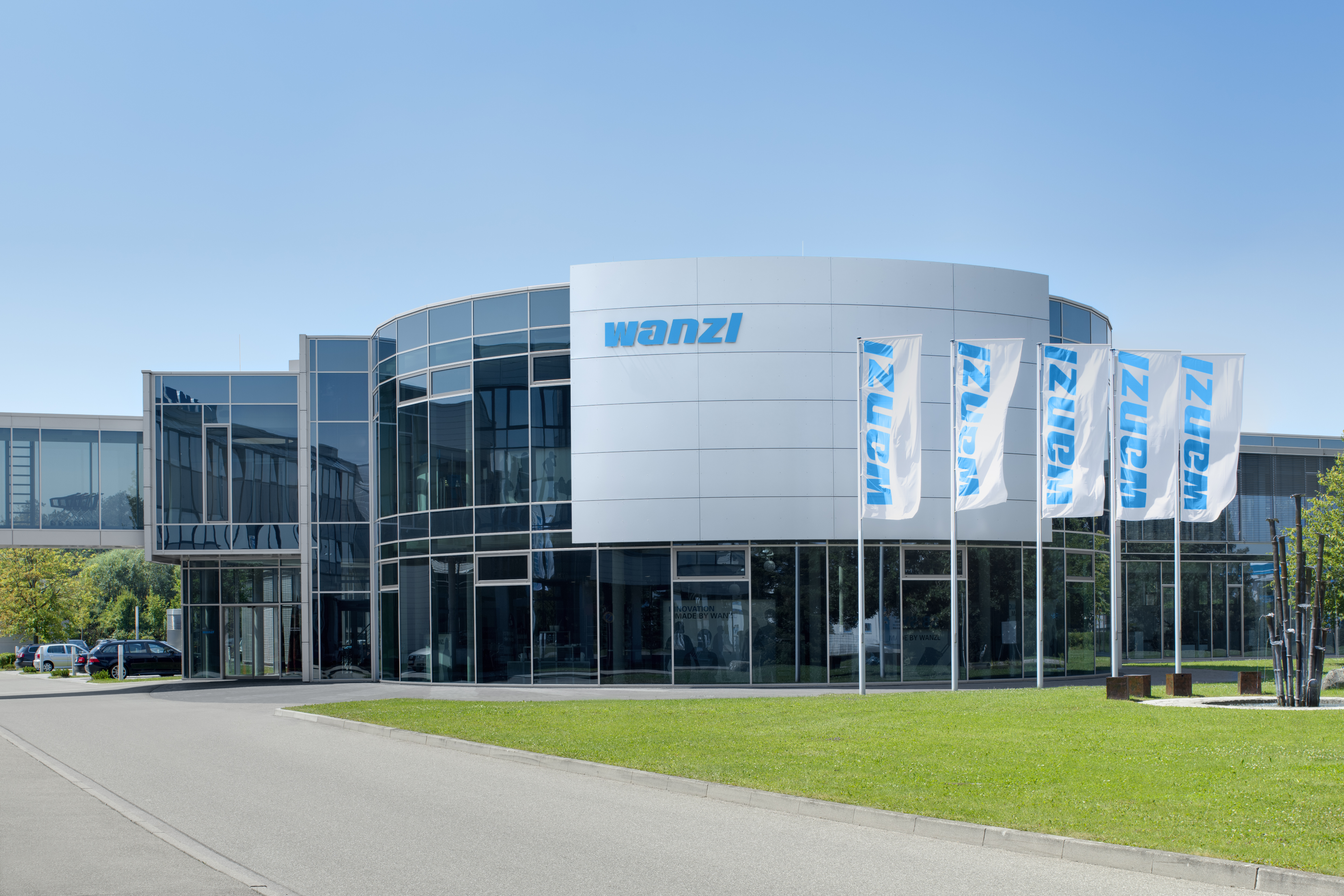
Wanzl huvudkontor i Leipheim

Wanzl (Wanzl Metallwarenfabrik GmbH) i Leipheim är ett tyskt företag som tillverkar butiksutrustning med kundvagnar som den mest kända produkten. Företaget grundades 1947. Wanzl tillverkar bland annat kundvagnar och butikshyllor. Deras produktion av kundvagnar uppgår till 2 miljoner per år. Ikea är stor svensk kund åt Wanzl och köper årligen in tusentals kundvagnar till sina varuhus i Sverige.
1947 grundades bolaget i Leipheim av Rudolf Wanzl sedan familjen flytt från Sudetlandet där hans far haft en verkstad i hemstaden Giebau (Jívová). I Leipheim innefattade verksamheten vagnbyggnation och reparationer. Bland kunderna fanns NCR i Augsburg som bad Wanzl tillverka inköpskorgar för en demonstration av bolagets kassasystem.
När självbetjäning började införas i Västtyskland insåg bolaget potentialen och under en resa i USA mötte Rudolf Wanzl Sylvan Goldman, uppfinnaren av kundvagnen. 1951 togs patent på en egen kundvagnskonstruktion. Bolaget kom sedan att växa i takt med att självbetjäning blev vanligt och sedan när stormarknader började öppnas.